# خرائط المهندسين الملكيين لفلسطين ولبنان وسوريا (1840-1841)
خرائط المهندسين الملكيين لفلسطين ولبنان وسوريا (1840-1841) هي رسم خرائط علمي مبكر لفلسطين (بما في ذلك الخرائط التفصيلية للقدس) ولبنان وسوريا. وهي تمثل المحاولة الثانية الحديثة القائمة على التثليث لمسح فلسطين.
في بعض الأحيان تم تصنيفها بشكل خاطئ على أنها خريطة مسح الذخائر؛ في الواقع لم يعمل أي من الضباط في هيئة مسح الذخائر، التي كانت منظمة منفصلة. مسح قسم الذخائر للقدس، الذي تم إجراؤه بعد حوالي 25 عامًا، كان مسعى منفصل وأكثر تفصيلاً ماديًا.

## خريطة القدس
طُبعت خريطة القدس بشكل خاص من أجل مجلس الذخائر في أغسطس 1841. تم نشره في شكل مختزل في "الأوراق المهنية للمهندسين الملكيين" لألدرسون في عام 1845، وبعد ذلك كمكمل للطبعة الثانية لعام 1849 من كتاب جورج ويليامز "المدينة المقدسة: ملاحظات تاريخية وطوبوغرافية وأثرية". القدس مع مذكرات من 130 صفحة حول الخطة. احتوت المذكرات على ملحق من ثلاث صفحات يدافع عن الخطة من الانتقادات التي تلقاها من إدوارد روبنسون.

## الخرائط الإقليمية

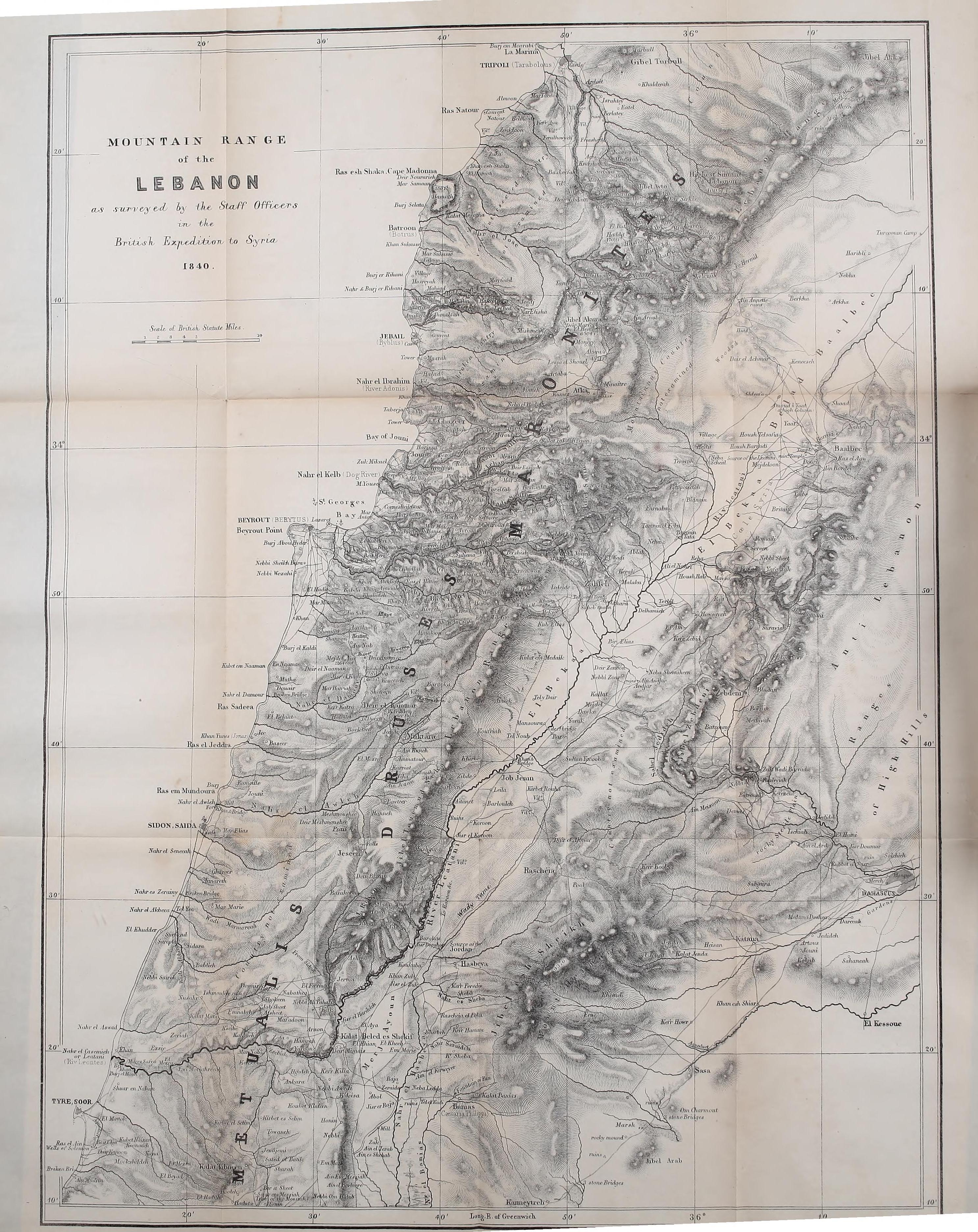
2: جبل لبنان
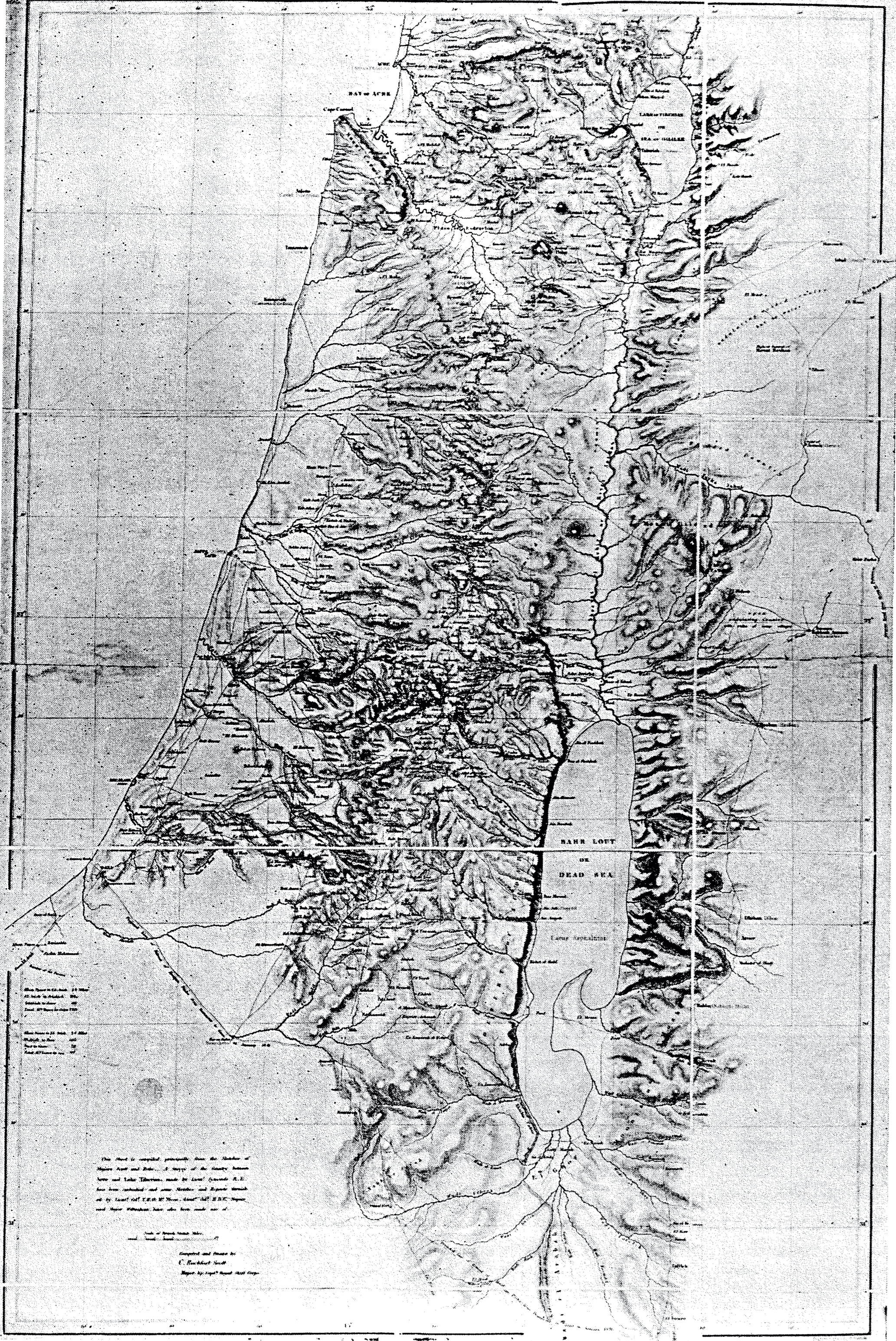
3: فلسطين

لم يتم نشر الخرائط الإقليمية بالكامل. صدرت مطبوعة خاصة لوزارة الخارجية البريطانية في عام 1846. الخريطة الوحيدة المنشورة، الخريطة 2، نُشرت في كتاب تشارلز هنري تشرشل عن جبل لبنان. تم استخدام الخريطة 3 في إنشاء خريطة فان دي فيلدي.
أوضح تشارلز ويلسون لاحقًا أن البيانات "كانت في حالة مجزأة للغاية بحيث لا يمكن نشرها".

## نقد
احتوى الرسم على عدد من العيوب. تم تشغيل جهاز المزواة غالبًا بواسطة سيموندس وحده، وتم إجراء حسابات خاطئة حول المرتفعات (على سبيل المثال في بحيرة طبريا)، ومن المعروف أن الخطوط العريضة للحرم الشريف في القدس قد أخطأت في التقدير. على هذا النحو، اختار العلماء مثل إدوارد روبنسون وأوغست بيترمان عدم الوثوق بالعمل.

## قائمة الضباط المشاركين في المسح
- إدوارد الدريتش
- جوليان سيموندس[6]
- تشارلز روتشفورت سكوت
- رالف كار ألدرسون
- فريدريك روب
- تشارلز فرانسيس سكايرينج
- ريتشارد ويلبراهام

## صالة عرض

### الخرائط الإقليمية
- 2: جبل لبنان
- 3: فلسطين

### خرائط المدن

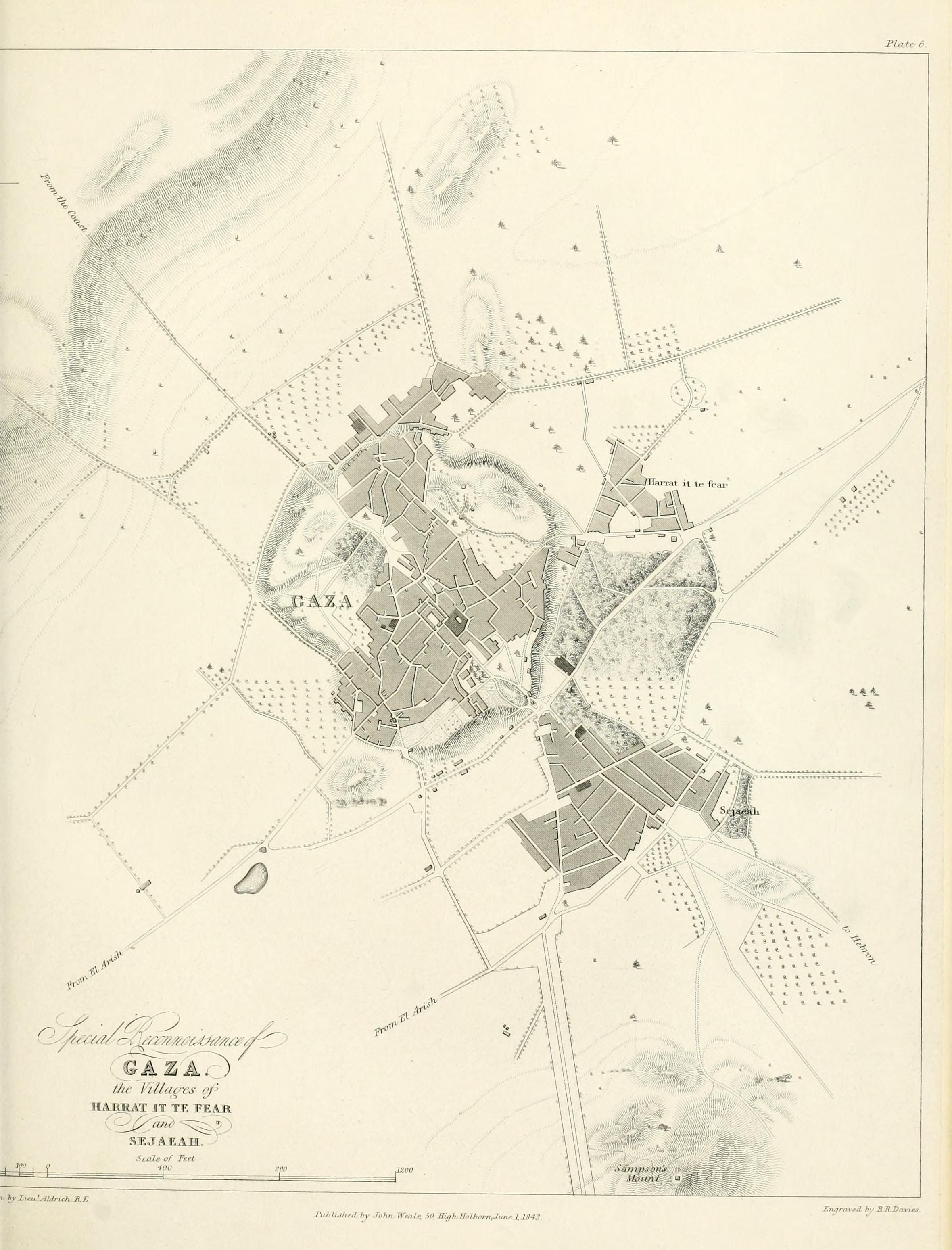
غزة
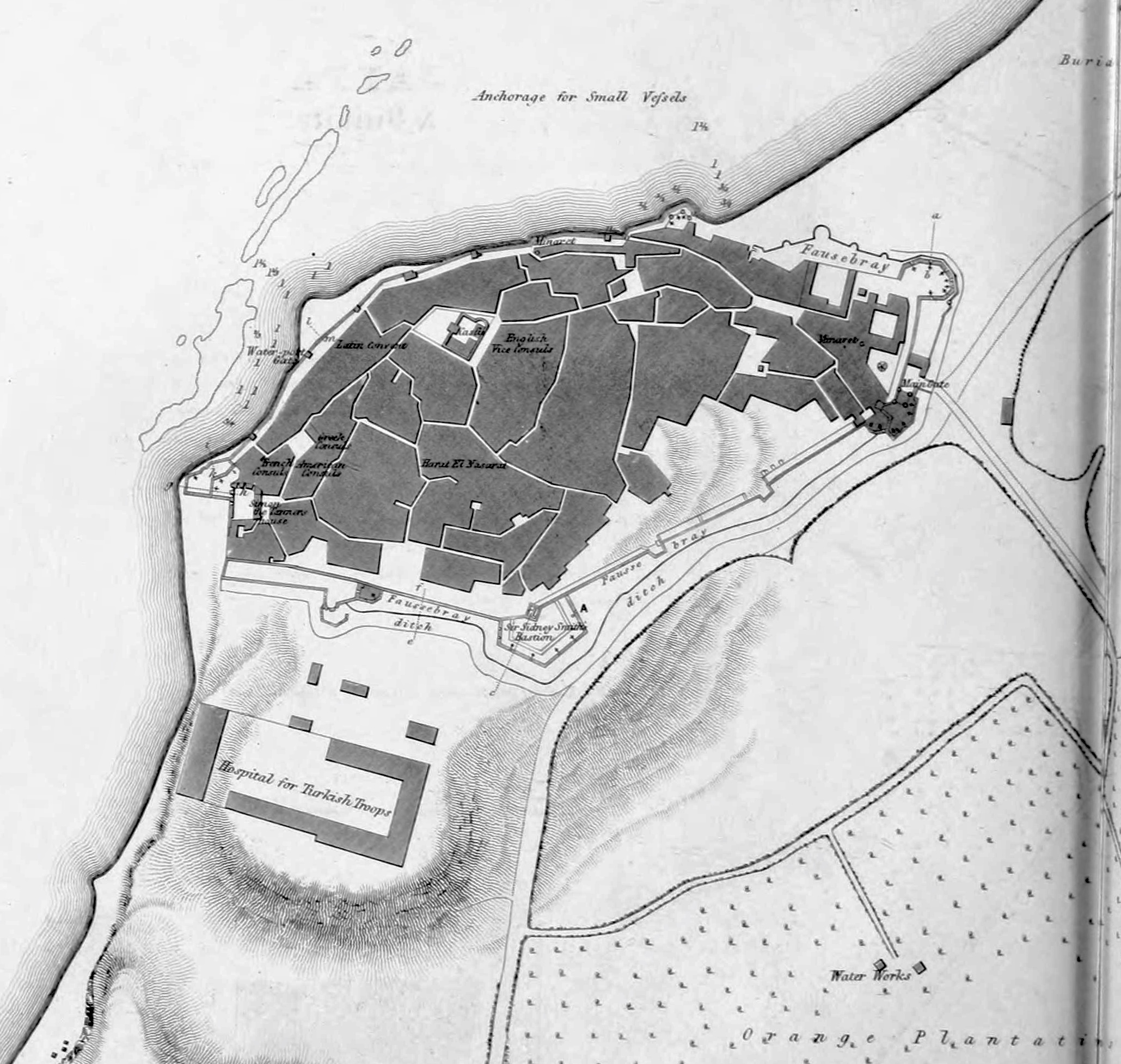
يافا
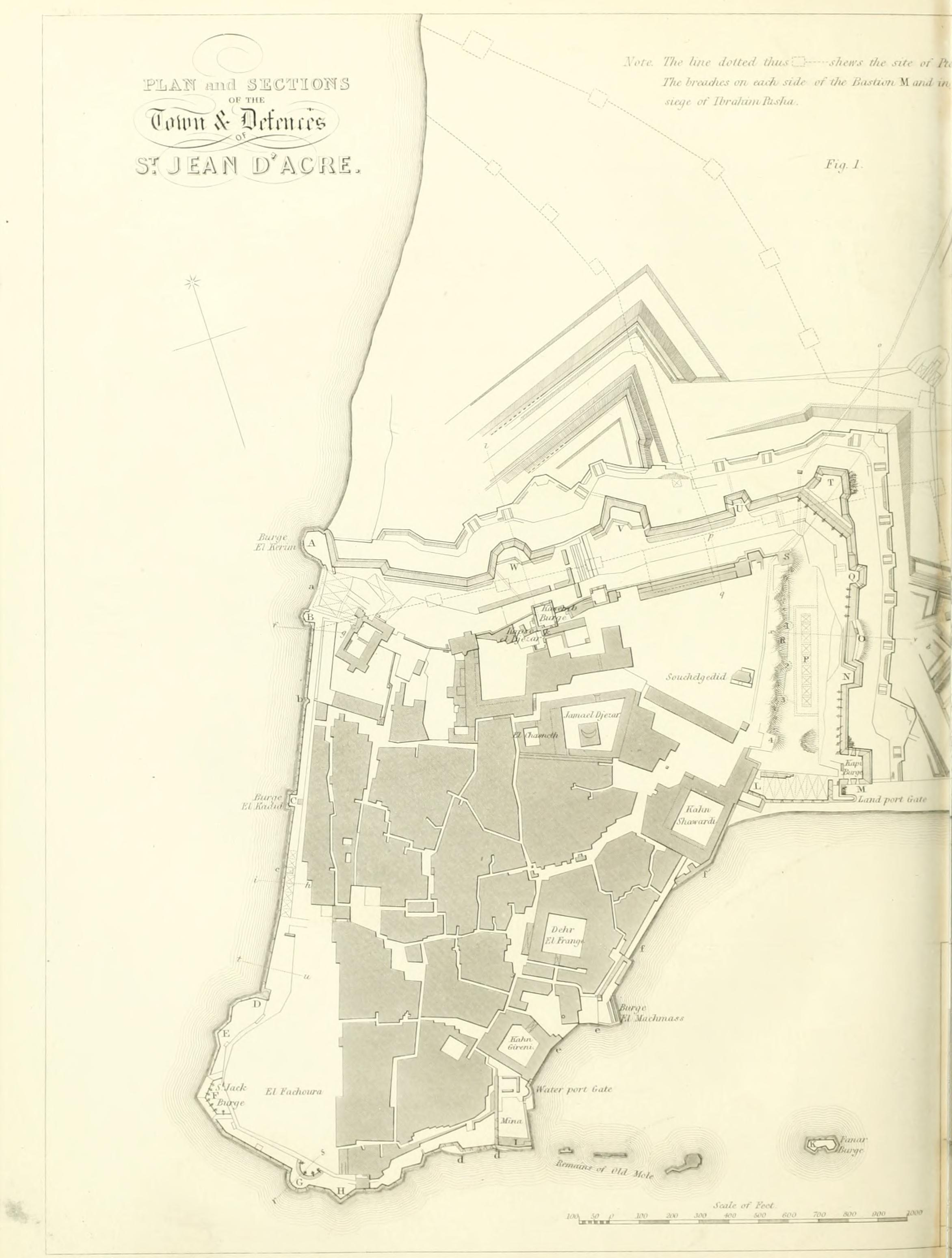
عكا
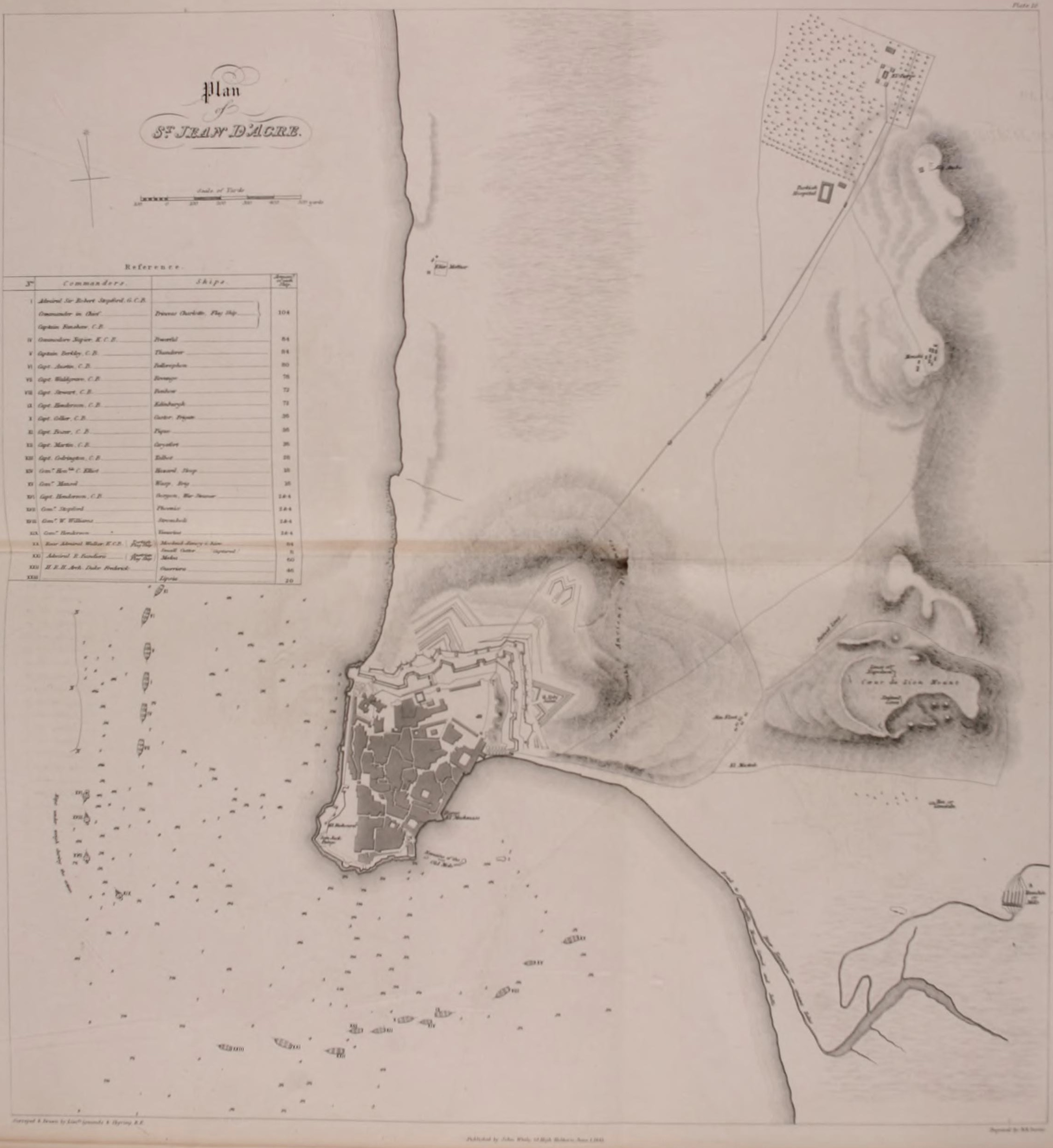
عكا
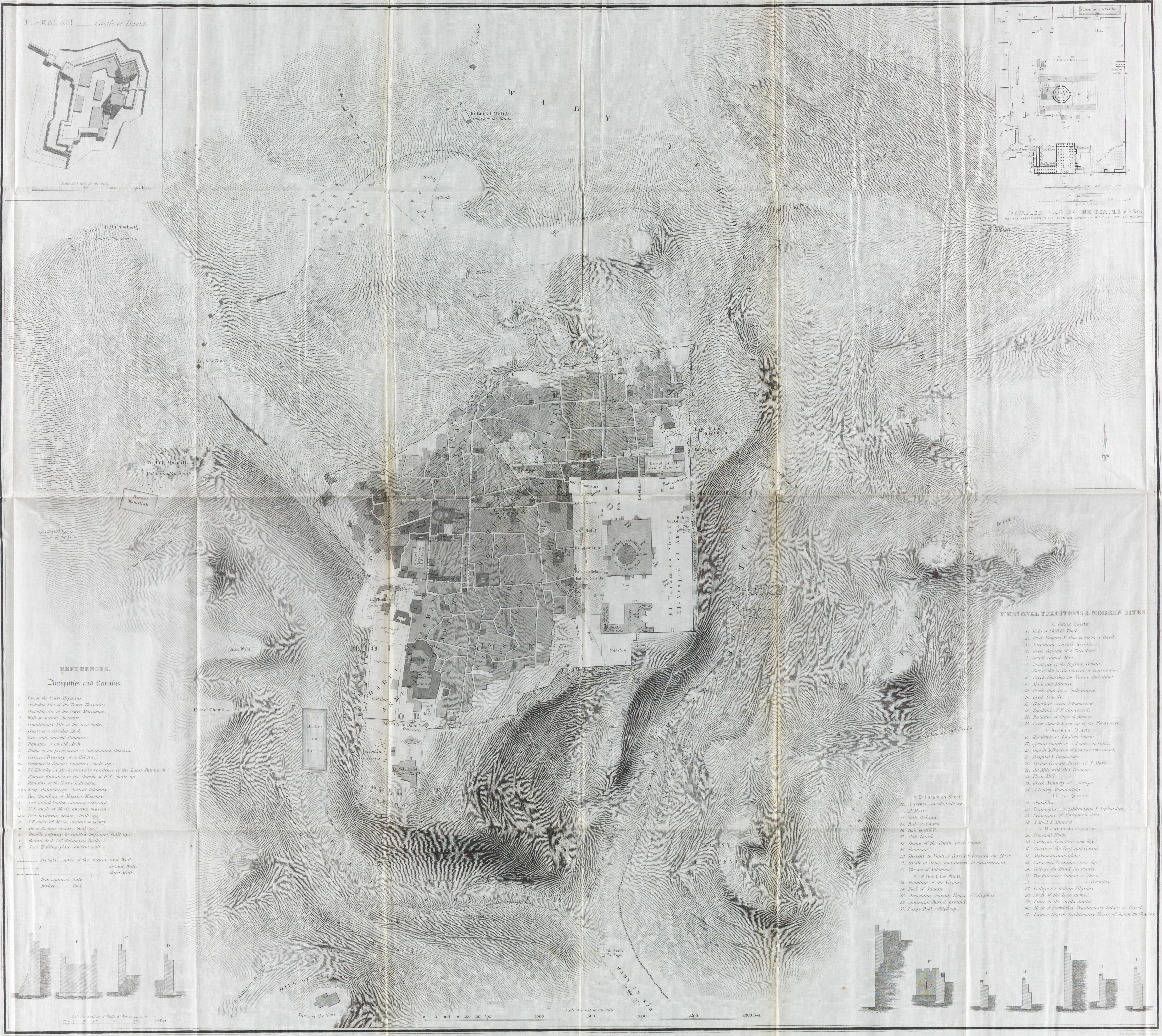
القدس